# Storröjningsmoran
Storröjningsmoran är ett naturreservat i Söderhamns kommun i Gävleborgs län.
Området är naturskyddat sedan 2018 och är 50 hektar stort. Reservatet består av lövsumpskog och granskog.